# 平子镇
平子镇，是中华人民共和国甘肃省庆阳市宁县下辖的一个乡镇级行政单位。

## 行政区划
平子镇下辖以下地区：
孟城村、修果村、西堡村、程家村、北堡村、巩家村、蒋邑村、仙灵村、吕村、平子村、碾咀村、半坡村、惠堡村和下源村。